# Lugdunum (museum)
Lugdunum is een museum in de stad Lyon in Frankrijk. Tot 2017 stond het bekend als het Museum van de Gallisch-Romeinse beschaving (Frans: Musée de la civilisation gallo-romaine). Het museum staat in de buurt van het Antiek theater van Lugdunum en het Odeion van Lugdunum, de Romeinse theaters die vroeger te midden van de Romeinse stad Lugdunum lagen op de helling van de heuvel Fourvière. Lugdunum (Lyon), hoofdstad van Gallië, was een belangrijke en welvarende stad in die tijd.
Het museum is ontworpen door de architect Bernard Zehrfuss en in gebruik genomen in 1975. Het gebouw is op een verfijnde wijze ingezet in de zoom van de antieke vesting, waar het ingegraven is in de helling van de heuvel.
Het museum heeft onder meer een verzameling gegraveerde stenen, beelden, sieraden en gebruiksvoorwerpen uit het begin van onze jaartelling. Ook is er een maquette die een reconstructie toont van de belangrijkste antieke monumenten op de heuvel: het theater en de odeion. Het museum telt ook objecten die voor de bezetting van de Romeinen zijn gemaakt, daarmee voor onze jaartelling, en stammen uit de Keltische periode. Het museum toont regelmatig tijdelijke exposities.

## Bijzondere stukken
Het museum herbergt een aantal bijzondere stukken, waaronder:
- Een Gallische bronzen praalwagen
- De Kalender van Coligny
- Fragmenten van de versiering van het Altaar van Rome en Augustus, afkomstig uit het Federale schrijn van de drie Galliën
- Het Tablet van Lyon, een uitzonderlijke transcriptie van een rede van keizer Claudius
- Omvangrijke mozaïeken (o.a. Mozaïek van de circusspelen, Mozaïek van de strijd tussen Cupido en Pan, Mozaïek van Bacchus en de panter en Vissenmozaïek)

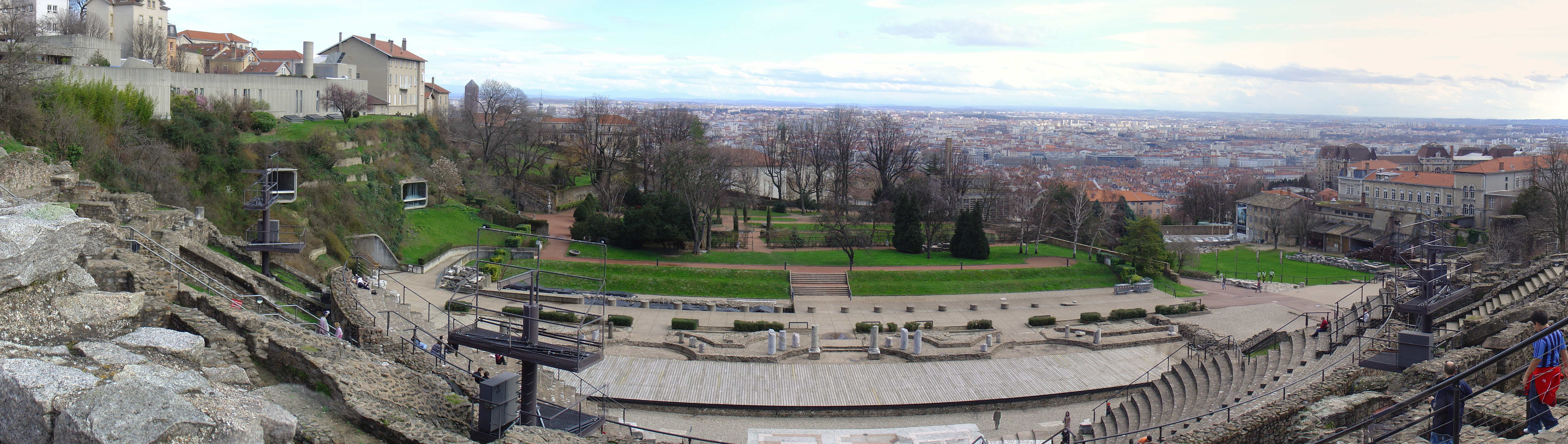
Links in de wal zijn twee vensters van het museum te zien.

- Altaar voor stierenoffers, opgedragen in 160 voor de genezing van de keizer Antoninus Pius.
- Enkele grote sarcofagen van Dionysus, waaronder de sarcofaag van de triomf van Bacchus
- De Schat van Lyon-Vaise: vaatwerk, sieraden en gouden beelden, bedolven door een Germaanse invasie in de 3e eeuw.

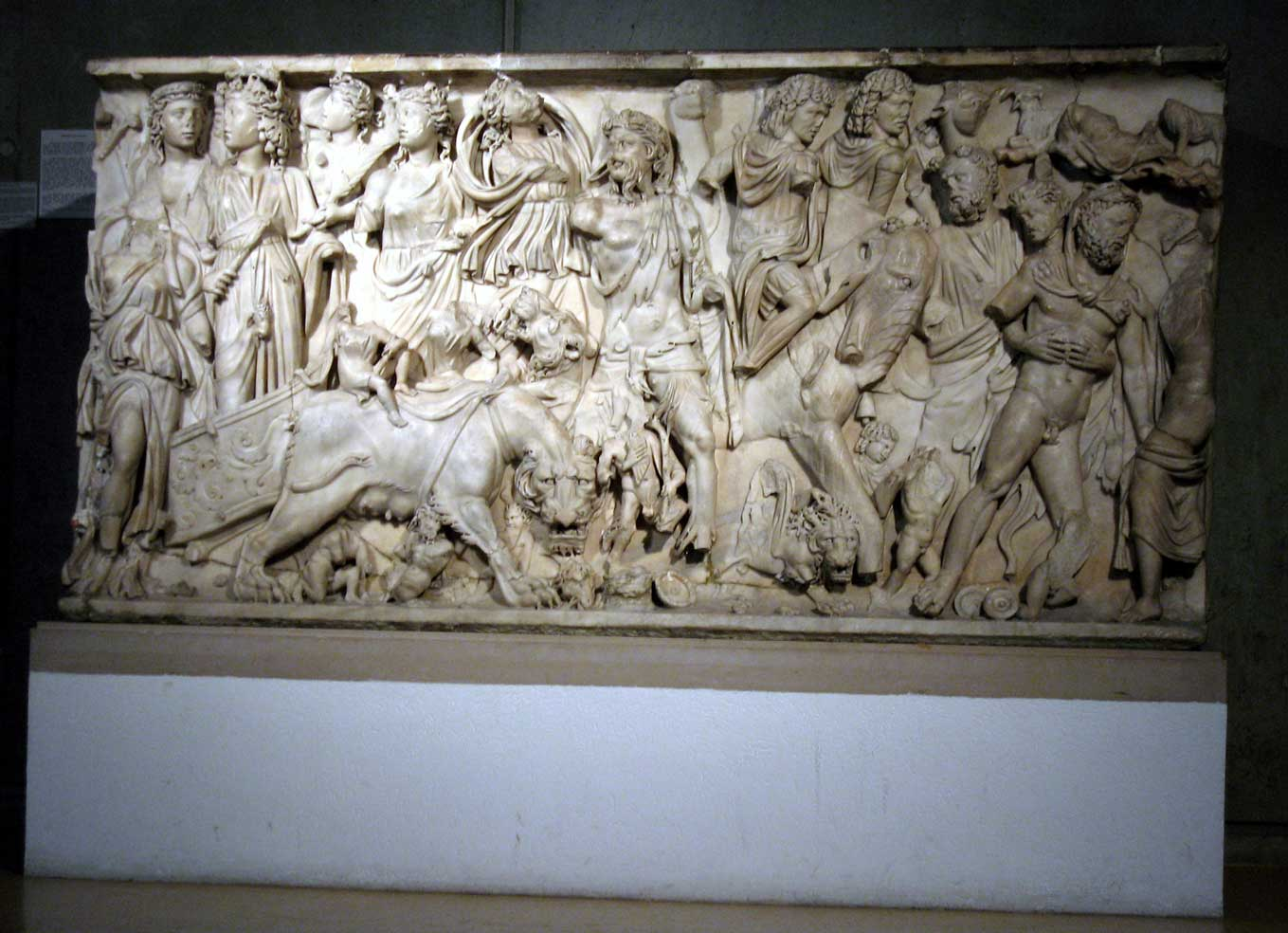
Romeinse sarcofaag: de triomf van Bacchus
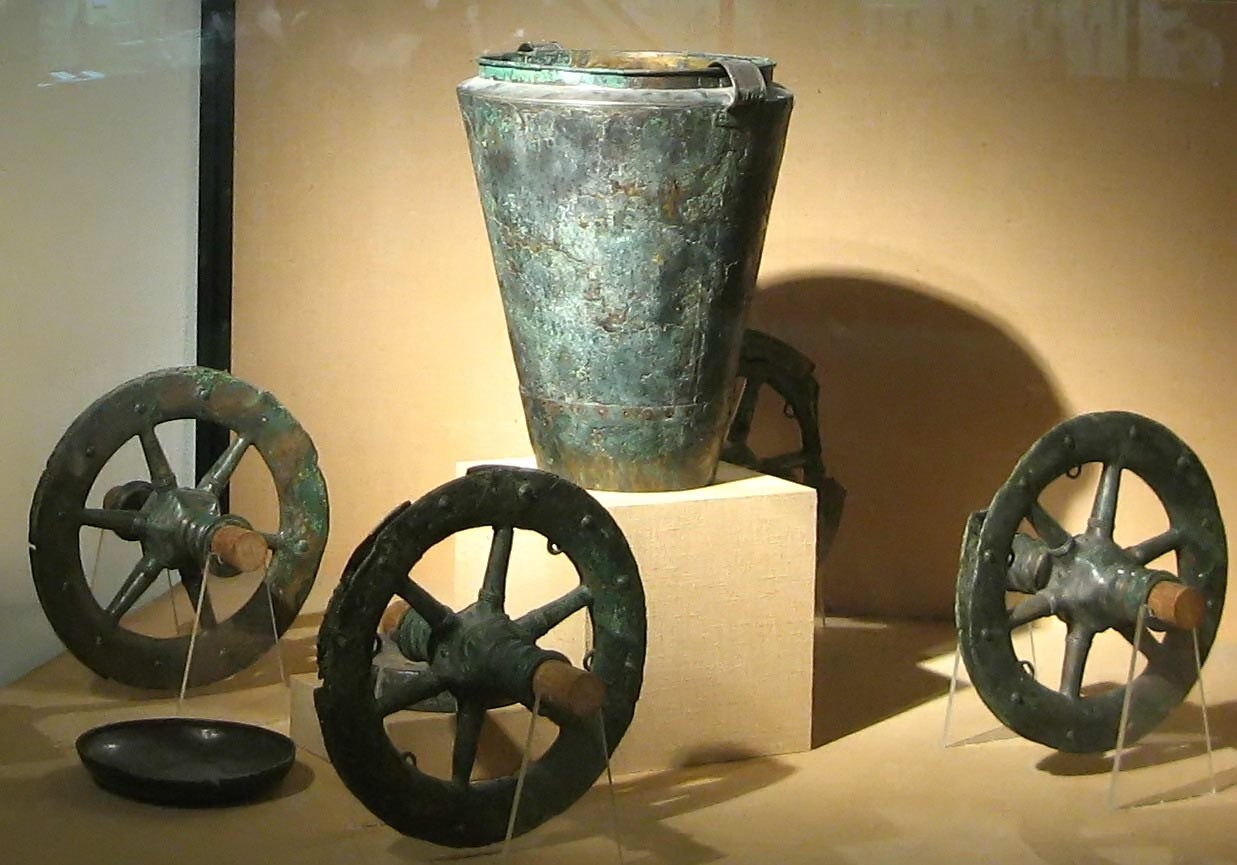
Gallische wagenwielen en siervoorwerpen
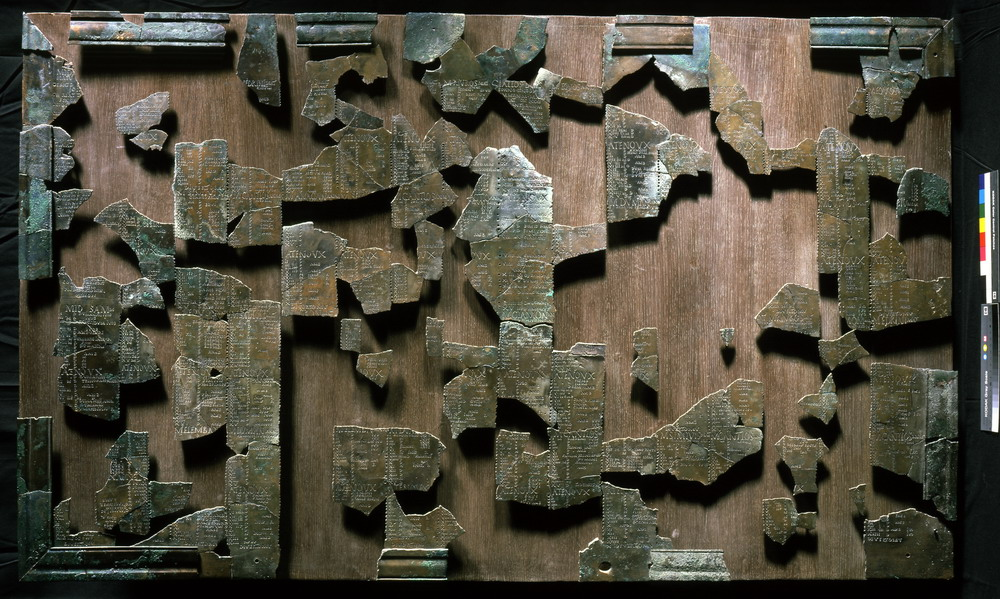
Kalender van Coligny
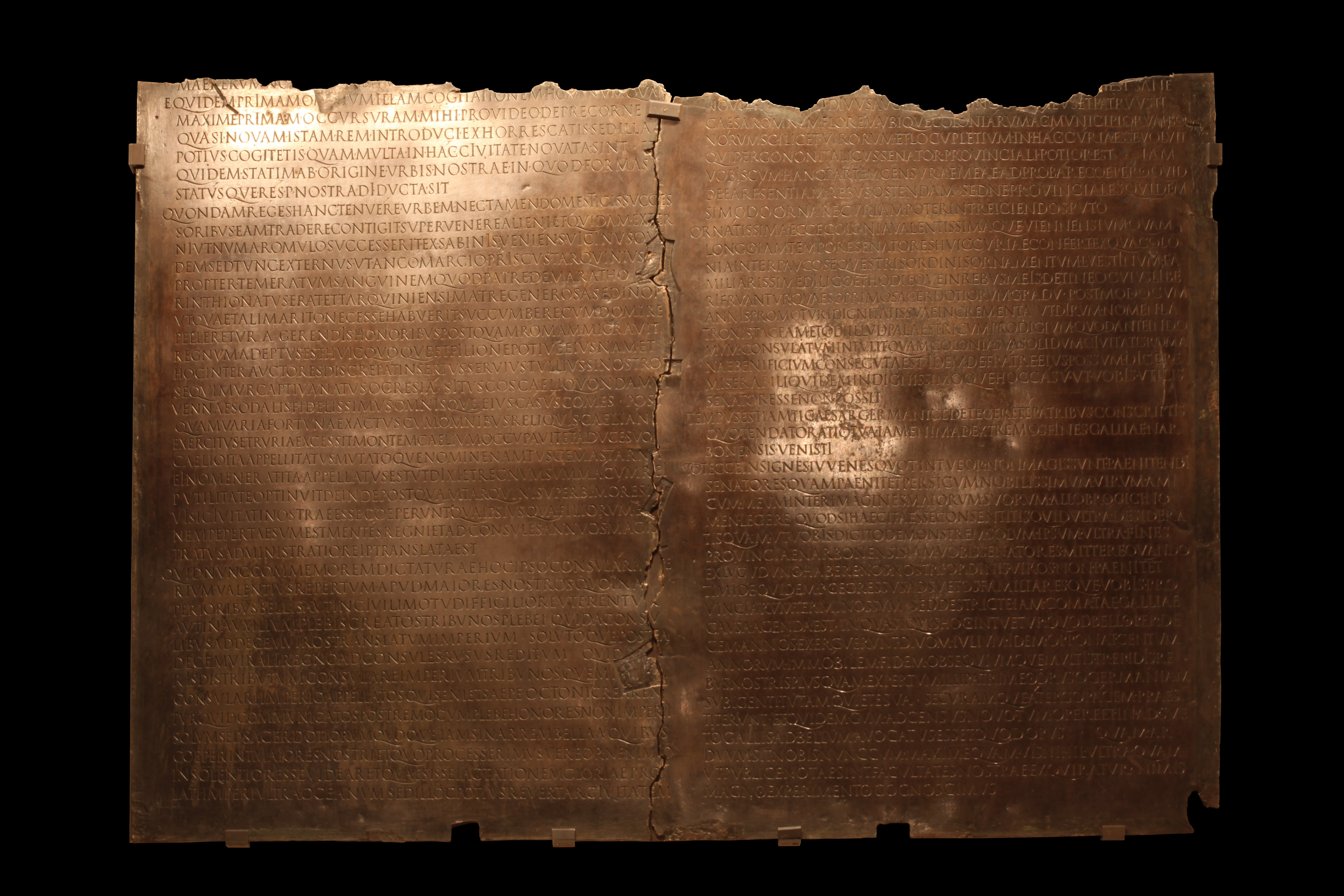
Tablet van Lyon
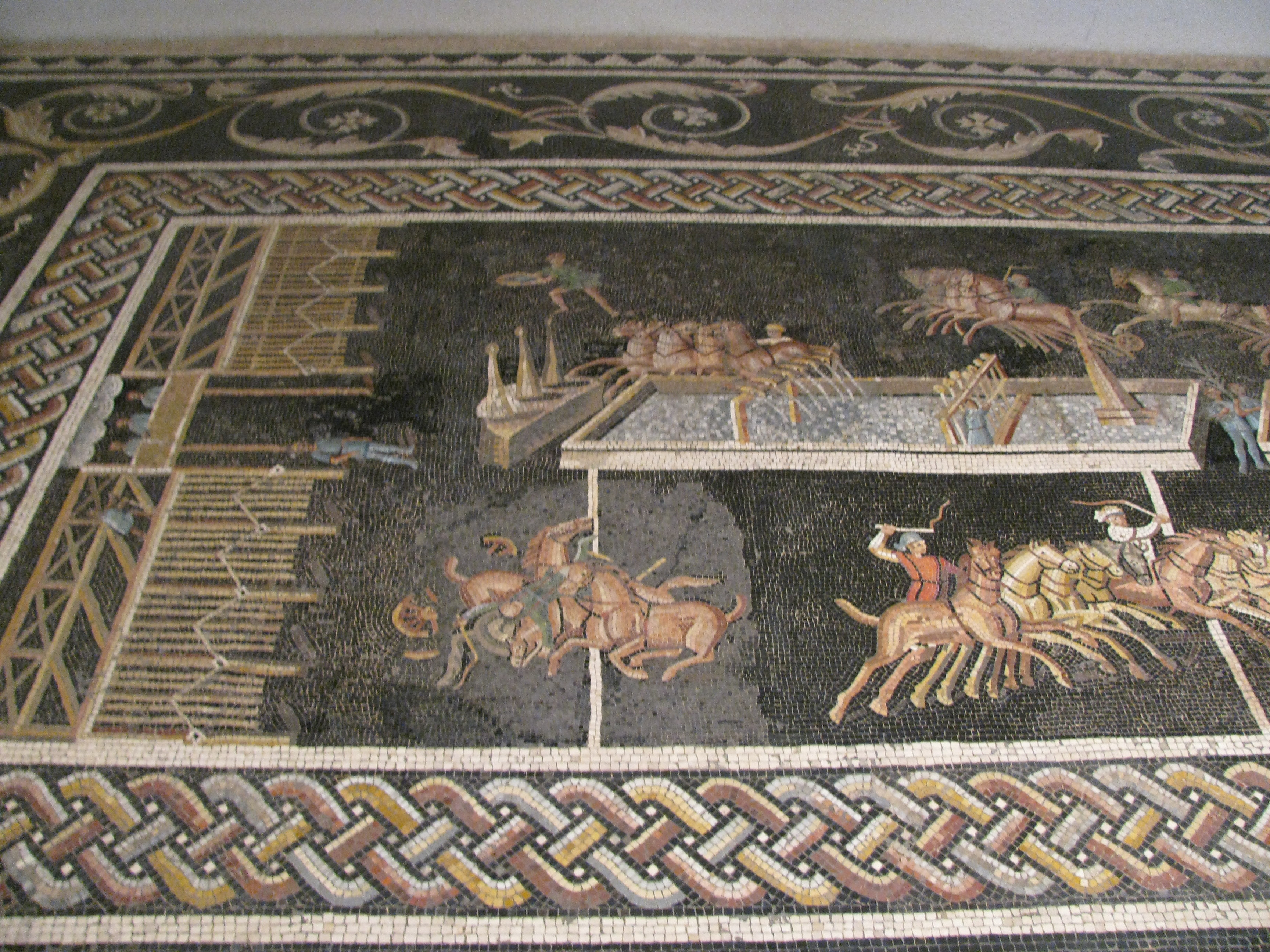
Mozaïek van de circusspelen
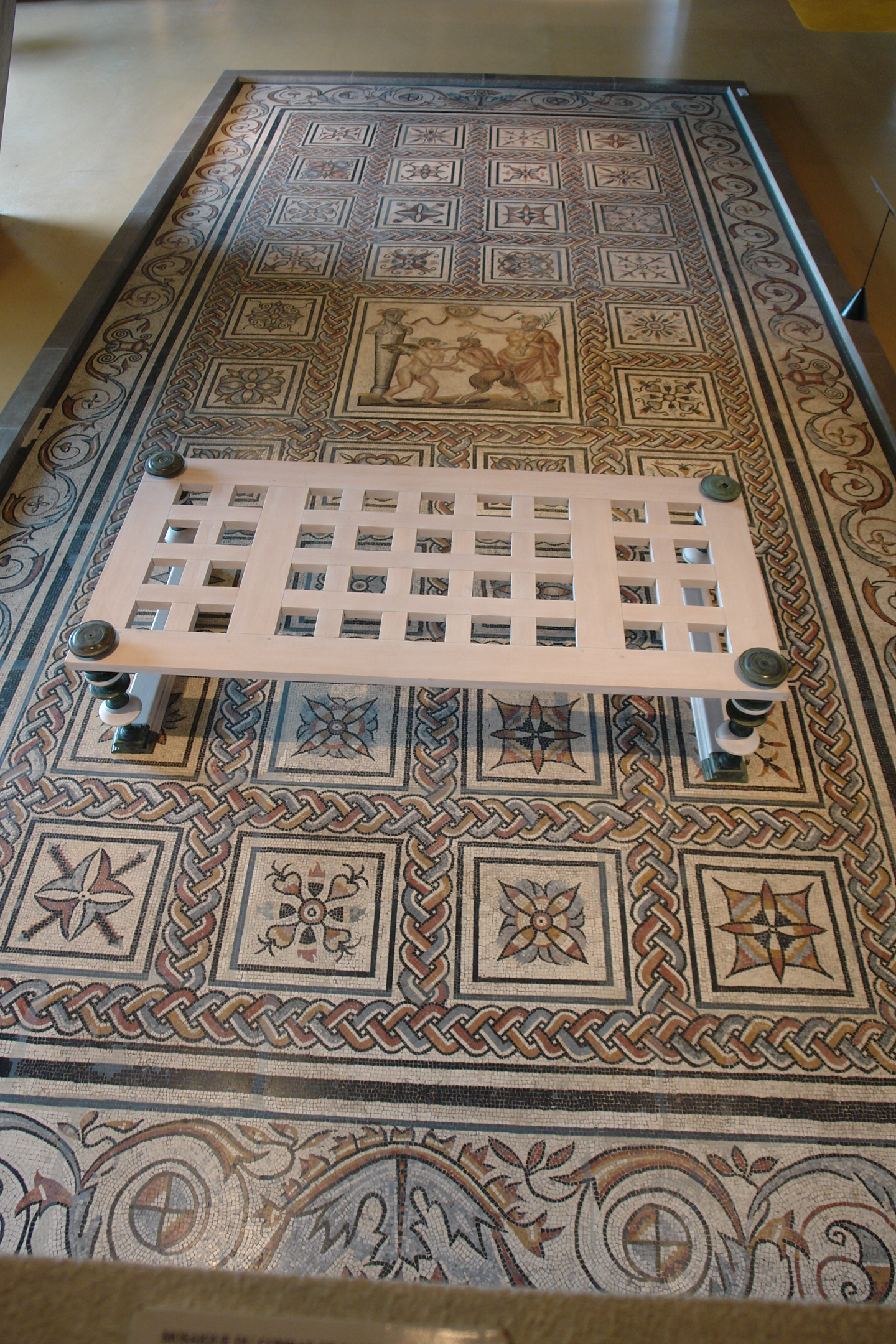
Mozaïek van de strijd tussen Cupido en Pan